# Antonio Alcalá Galiano
Antonio Alcalá Galiano y Fernández de Villavicencio, (Cadis, 22 de juliol de 1789 - Madrid, 11 d'abril de 1865) fou un polític i escriptor espanyol. Fou Ministre de Marina en 1836, i nomenat Ministre de Foment en 1864-1865. Elegir diputar en 1822 per Cadis, va repetir en deu legislatures per Cadis, Pontevedra, Barcelona i Madrid fins a ser baixa per defunció.
Va pertànyer a una influent família de militars com a fill del marí Dionisio Alcalá Galiano, mort en la batalla de Trafalgar, oncle de l'escriptor Juan Valera y Alcalá Galiano; i nebot del capità general de l'Armada Juan María de Villavicencio y de la Serna, regent del Regne, durant l'estada de Ferran VII a Baiona.
Després dels seus estudis en el Reial Col·legi de la Puríssima Concepció de Cabra, va recórrer amb el seu pare el Mediterrani en 1802, detenint-se a Nàpols. En 1806 va ingressar com a cadet de Guàrdies Marines Espanyoles i a l'any següent va ser fet mestrant de Sevilla. El 8 de novembre de 1808 va casar-se amb María Dolores Aguilar, de la qual va tenir un fill i es va separar, presumptament per infidelitat de l'esposa en 1815. En aquells dies tenia fama de llibertí i borratxo. Era, a més, força lleig.
Va abandonar la carrera militar en 1812. Dotzeanyista en la seva joventut, va prendre partit juntament amb José Joaquín de Mora en 1814 contra la introducció del romanticisme reaccionari germànic per Juan Nicolás Böhl de Faber a Cadis, però després de la seva emigració londinenca va donar suport a la nova estètica, del que dona fe el seu "Pròleg" a El moro expósito del seu gran amic Àngel de Saavedra, Duc de Rivas, que suposa de fet el manifest del Romanticisme espanyol. Va participar en la conspiració que va acabar amb el triomf del liberal Rafael del Riego en 1820 i la proclamació de la Constitució de Cadis derogada per Ferran VII. Va ser considerat com un gran orador i va defensar el liberalisme exaltat en la Fontana de Oro durant el Trienni Liberal, en què va militar en la societat secreta Confederación de Caballeros Comuneros, però després es va passar a la Maçoneria i al partit moderat i va haver d'anar-se'n a l'exili en votar la incapacitat del rei Ferran VII en 1823.
A Londres va sobreviure ensenyant llengua i literatura espanyola. Fins llavors era fonamentalment un gran lector de Montesquieu; a partir de llavors es va imbuir del pensament polític anglès i d'acord amb el liberalisme moderat d'Edmund Burke va rebutjar la política de principis abstractes i es va inclinar per l'utilitarisme fins a convertir-se al liberalisme doctrinari d'Alexis de Tocqueville i Benjamin Constant de Rebecque. Durant la regència fou nomenat Ministre de Marina de maig a agost de 1836 en un gabinet de Francisco Javier Istúriz Montero. Tornaria a ser ministre novament en 1864 en el govern de Ramón María Narváez.
Els seus coetanis són unànimes en afirmar que Antonio Alcalá Galiano destacava com a orador. A més és autor d'una de les millors autobiografies del segle xix, redactada en dues versions: els Recuerdos de un anciano (1878) i les Memorias (1886), una mica més detallades. D'altra banda, fou també un gran crític literari, com demostren les seves Lecciones de literatura española, francesa, inglesa e italiana del siglo XVIII. Compusà endemés unes Lecciones de derecho político y constitucional (1843).

## Obres
- Recuerdos de un anciano (1878)
- Memorias (1886)
- Lecciones de literatura española, francesa, inglesa e italiana del siglo XVIII
- Lecciones de derecho político y constitucional (1843).
- Apuntes para servir a la historia del origen y alzamiento del ejército destinado a Ultramar en 1 de enero de 1820

### Sonets
- En el álbum de la señorita un poco sueltilla ella"